# Didier Seguret
Pour les articles homonymes, voir Seguret (homonymie).
Didier Seguret est un cavalier français de concours complet d'équitation de niveau international. Il est né le 27 avril 1958 à Toulouse.

## Principaux palmarès

### Jeux équestres mondiaux
- 1994 :  vice-champion du monde par équipe avec Cœur de Rocker*HN aux Jeux équestres mondiaux de 1994 à La Haye.

### Championnats d'Europe
- 1987 :  Médaille de bronze en concours complet par équipe[2].
- 1991 :  Médaille de bronze en concours complet par équipe[2].
- 1993 :  Médaille d'argent en concours complet par équipe[2].

### Championnats de France
- 1993 :  Champion de France de concours complet avec Cœur de Rocker*HN[3].